# Arctia badakhshana
Arctia badakhshana är en fjärilsart som beskrevs av Edward P. Wiltshire 1961. Arctia badakhshana ingår i släktet Arctia och familjen björnspinnare. Inga underarter finns listade i Catalogue of Life.